# Mallamgere, Channapatna
Mallamgere là một làng thuộc tehsil Channapatna, huyện Ramanagara, bang Karnataka, Ấn Độ.